# Rzav
Rzav (v srbské cyrilici Рзав) je řeka na území Srbska a Bosny a Hercegoviny. Vzniká na území Národního parku Tara soutokem Bílého a Černého Rzavu u vesnice Donje Vardište, vlévá se po 72 km svého toku do Driny ve Višegradu. Teče západním směrem. Její povodí má rozlohu 605 km2
Řeka protéká značným množstvím kaňonů a strmých soutěsek, její tok představuje turisticky atraktivní oblast. Po celém svém toku meandruje. Protéká obcemi Donje Vardište, Oplave, Donji Dobrun, Gornji Dobrun, Donja Jagodina, Šumice, Glogova, Šeganje a Višegrad. 
Na začátku 20. století byla v celé délce jejího údolí vedena bosenská východní dráha, kterou budovalo Rakousko-Uhersko ze strategických důvodů. Trať, která vznikala s enormními finančními náklady představovala ohromný symbol rakousko-uherského stavitelství, její význam však byl značně omezený. V 70. letech byla zrušena a později obnovena jako tzv. Šarganská osmička. V údolí řeky se nachází také středověký hrad Dobrun, prochází ním rovněž i silnice ze srbského města Užice do bosenského Višegradu.

## Galerie

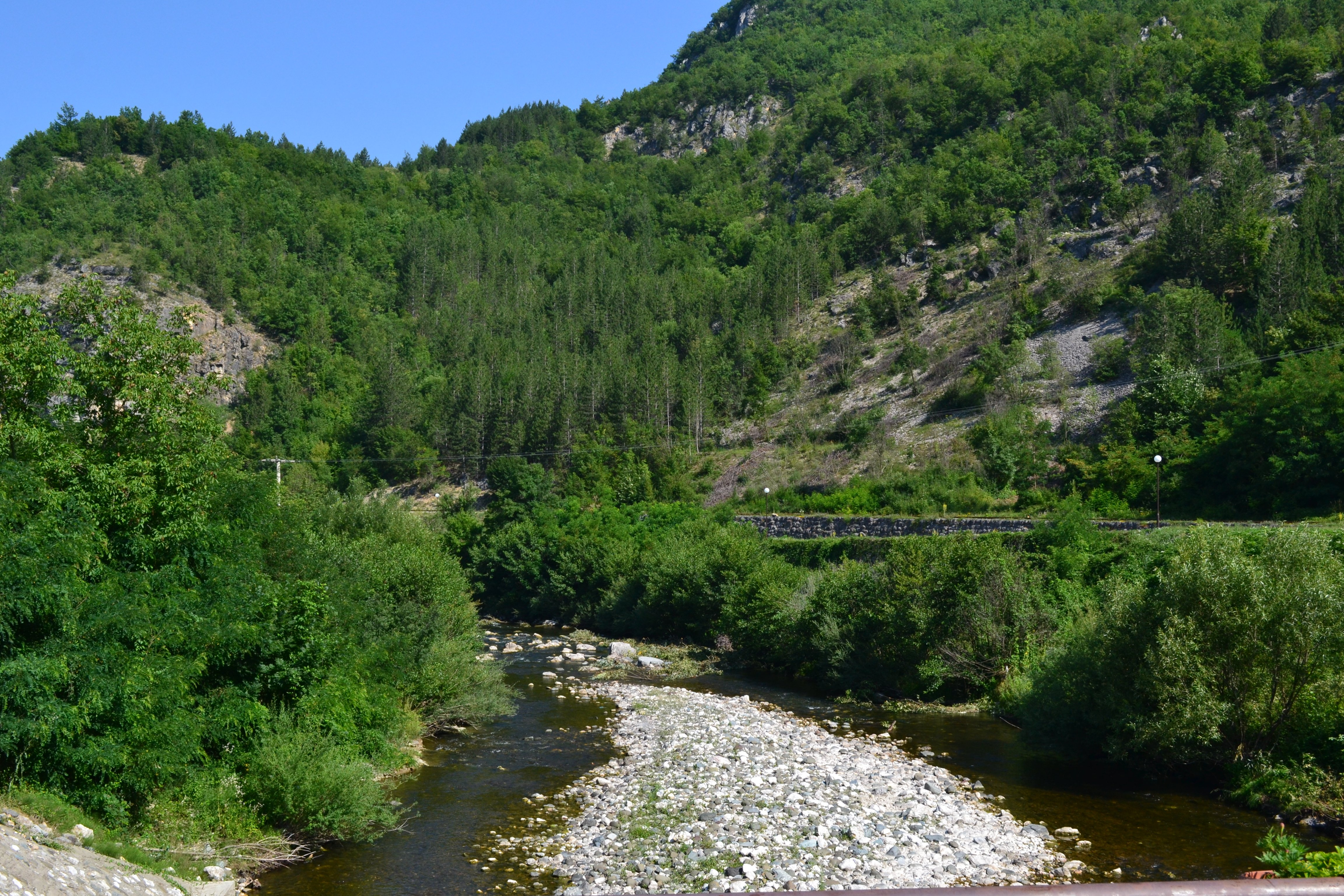
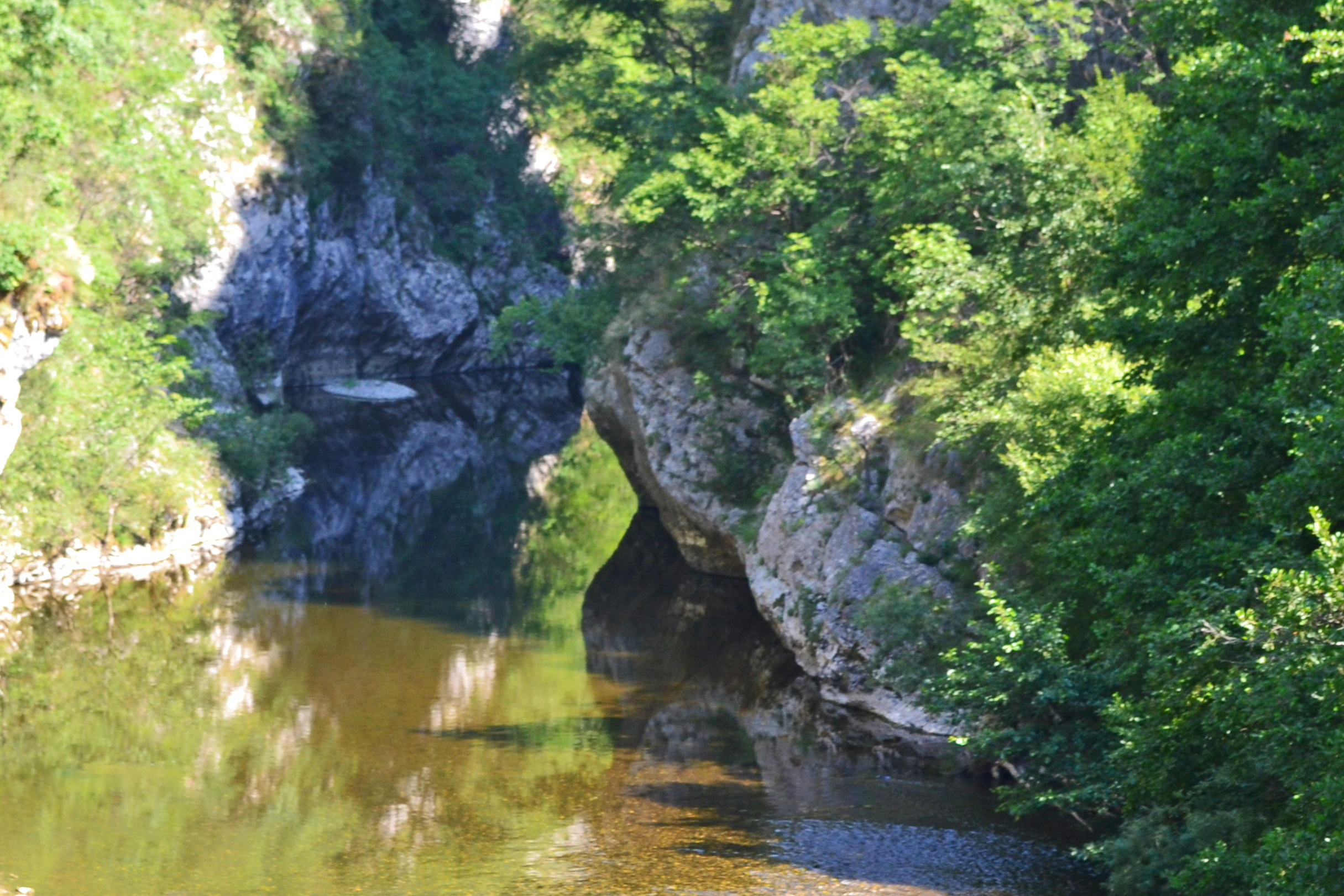
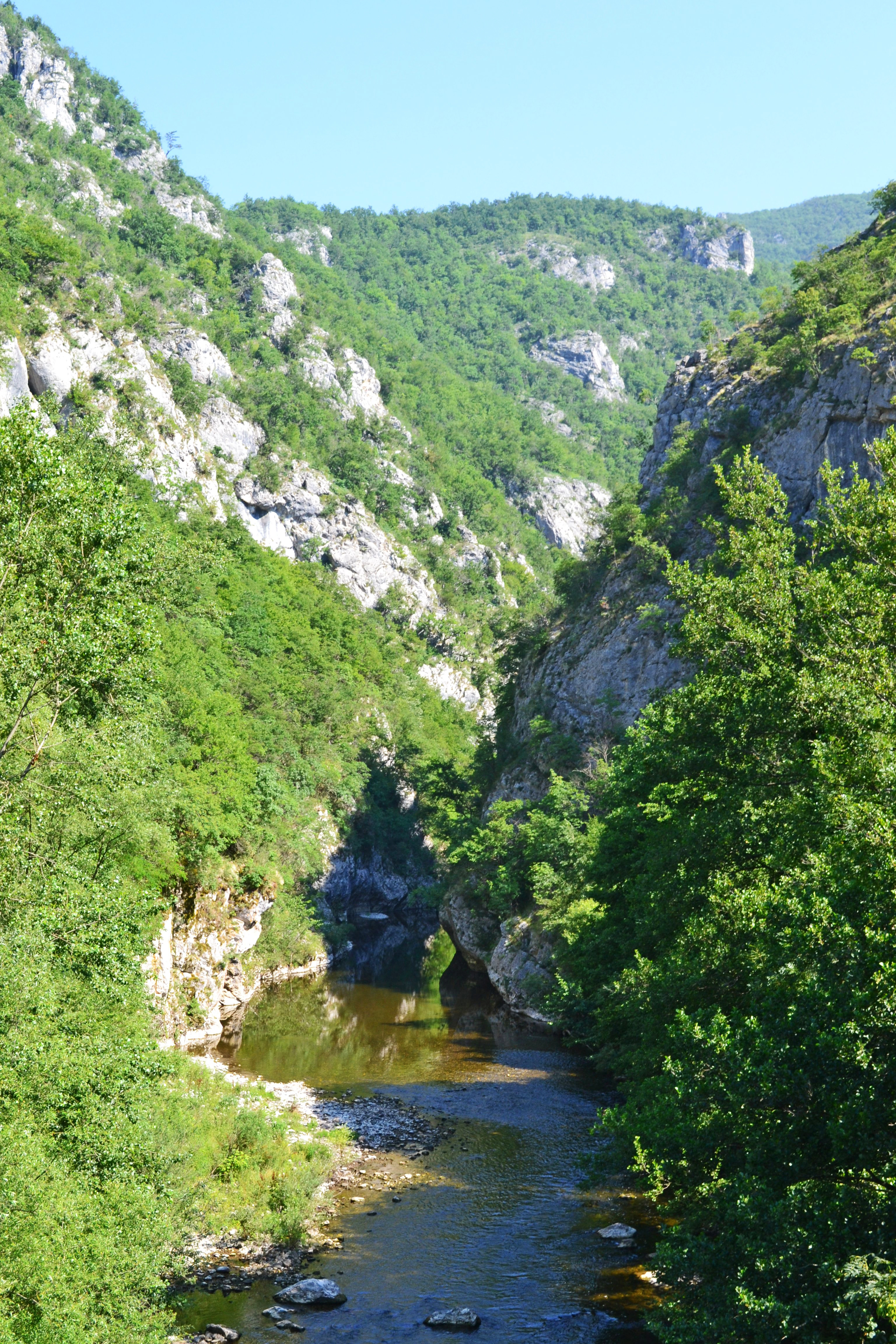
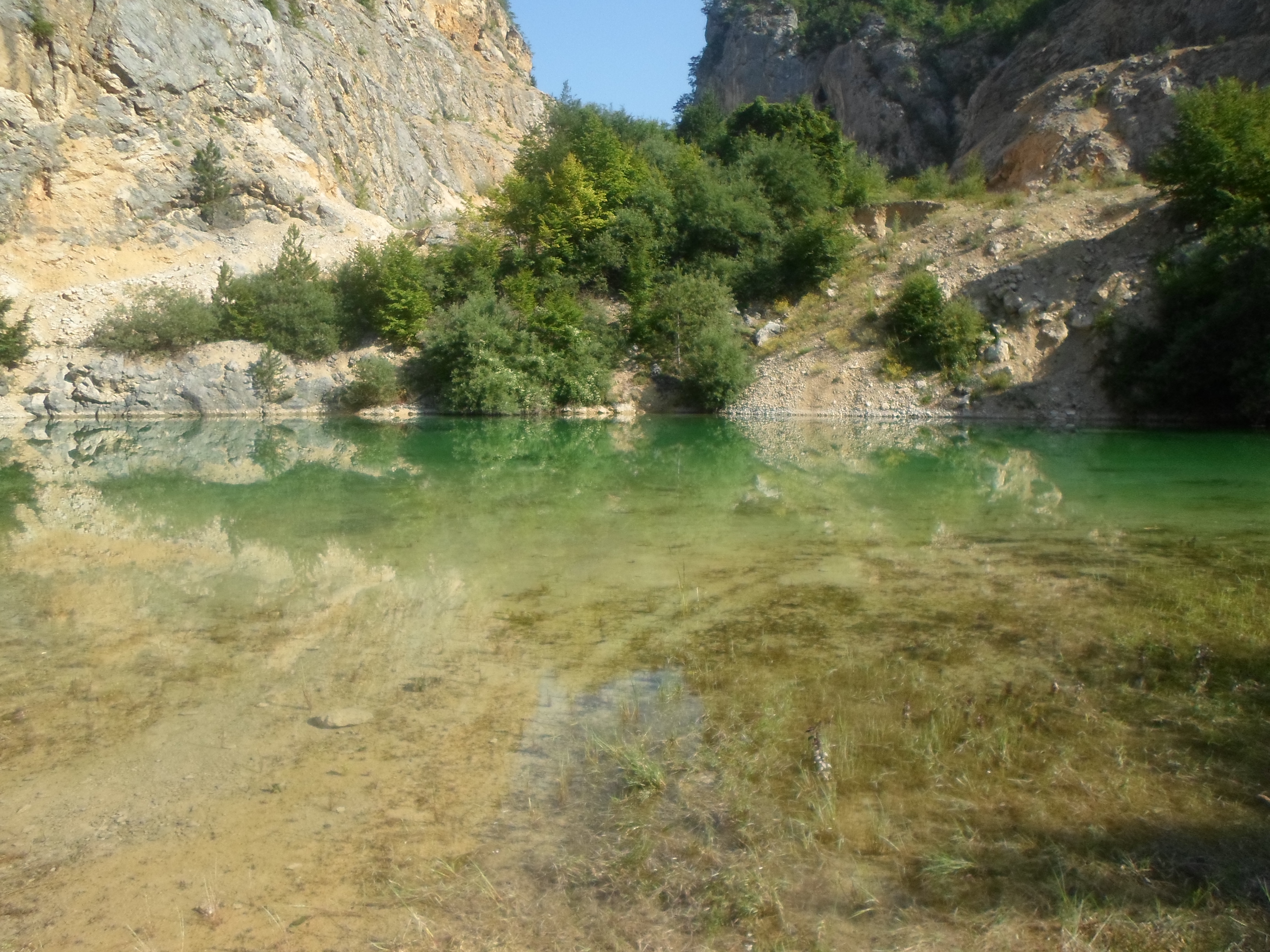
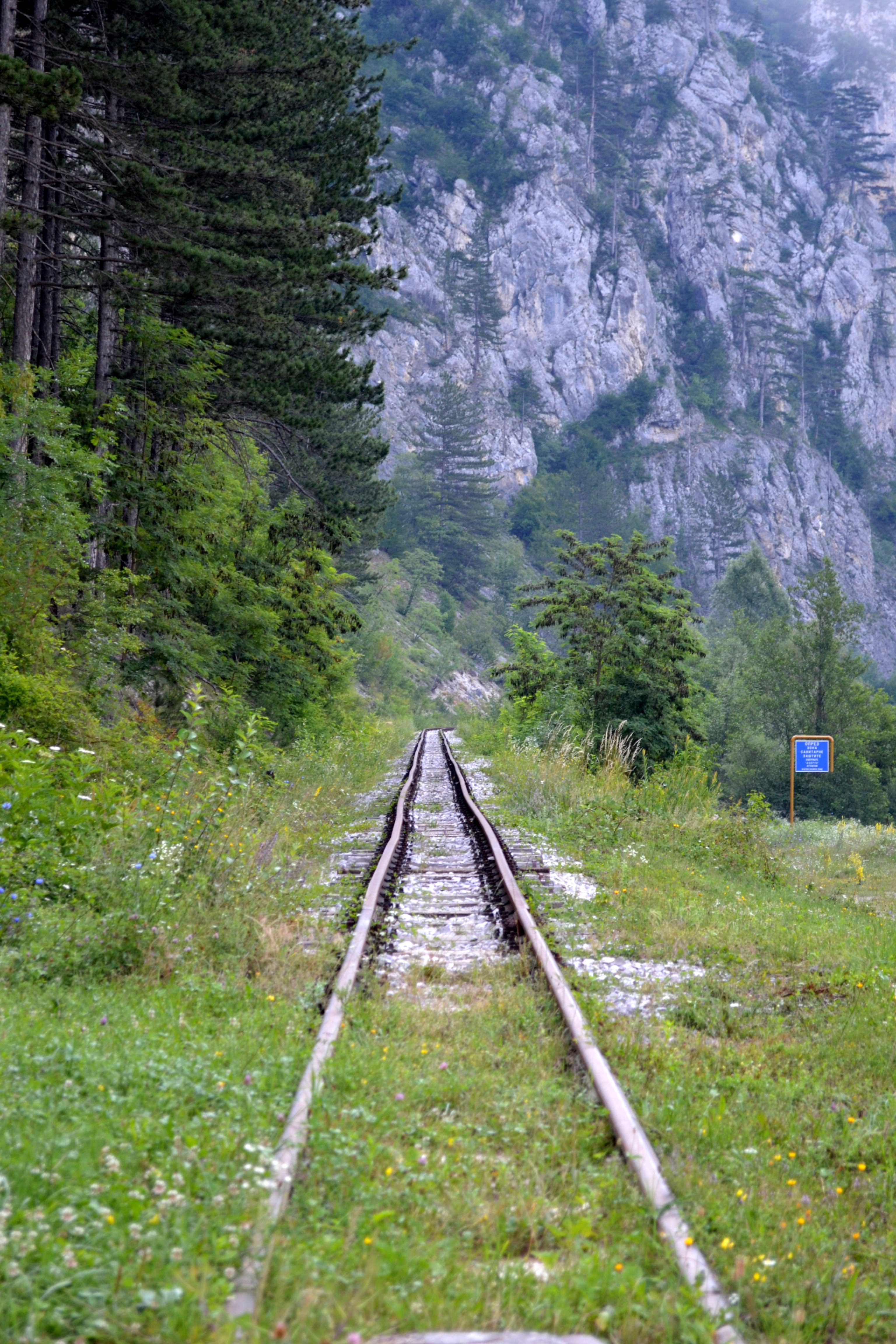
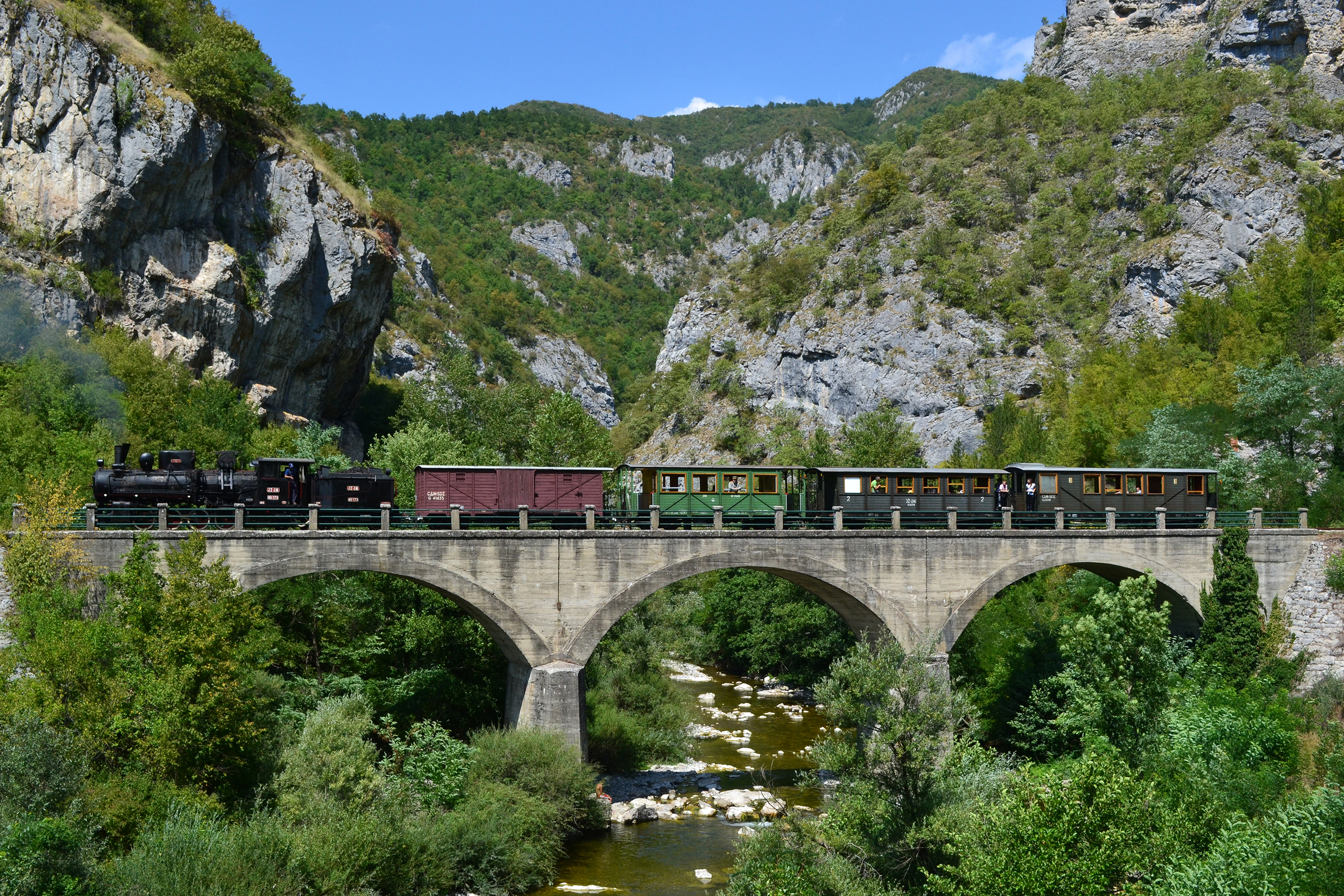
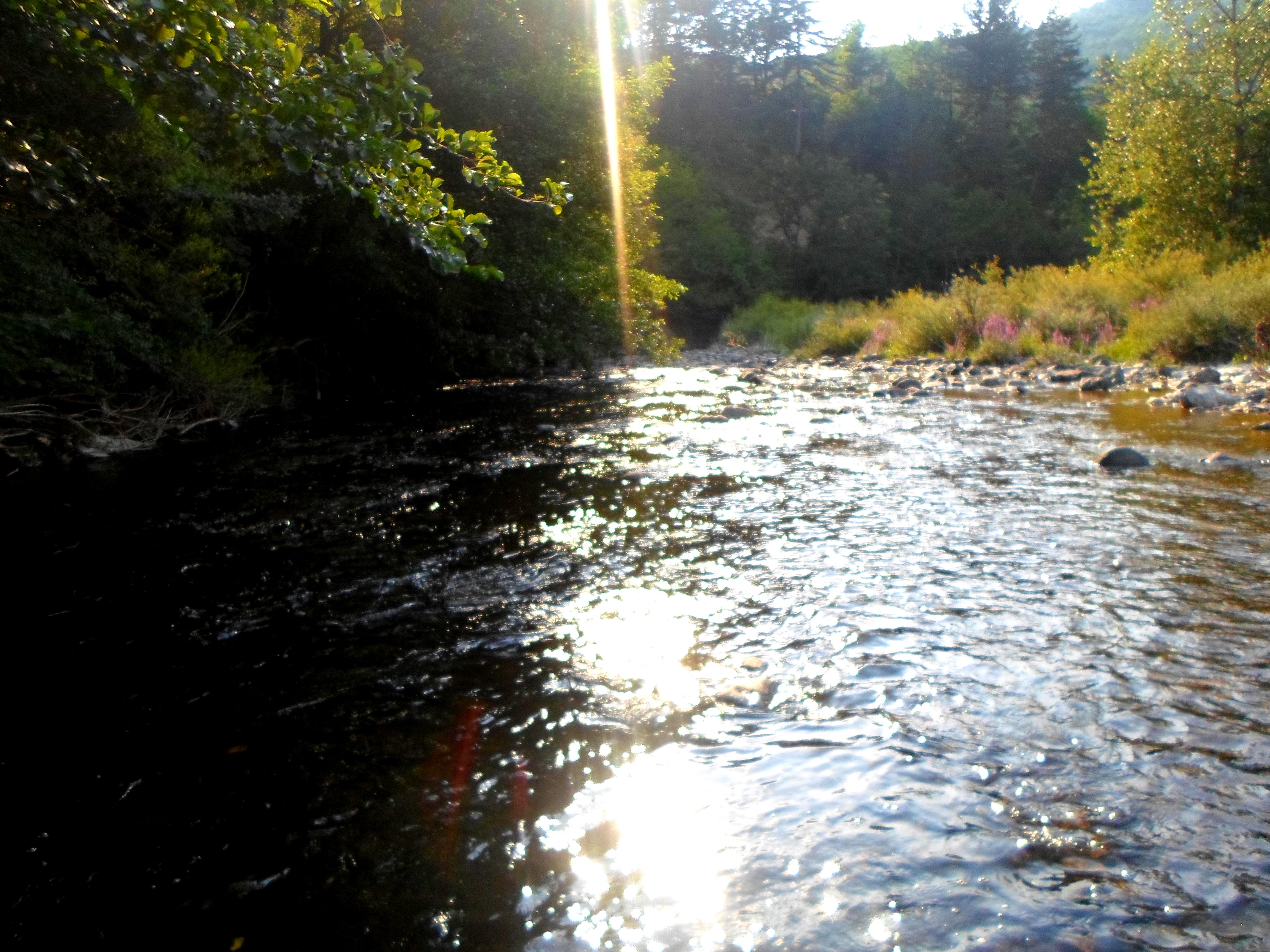
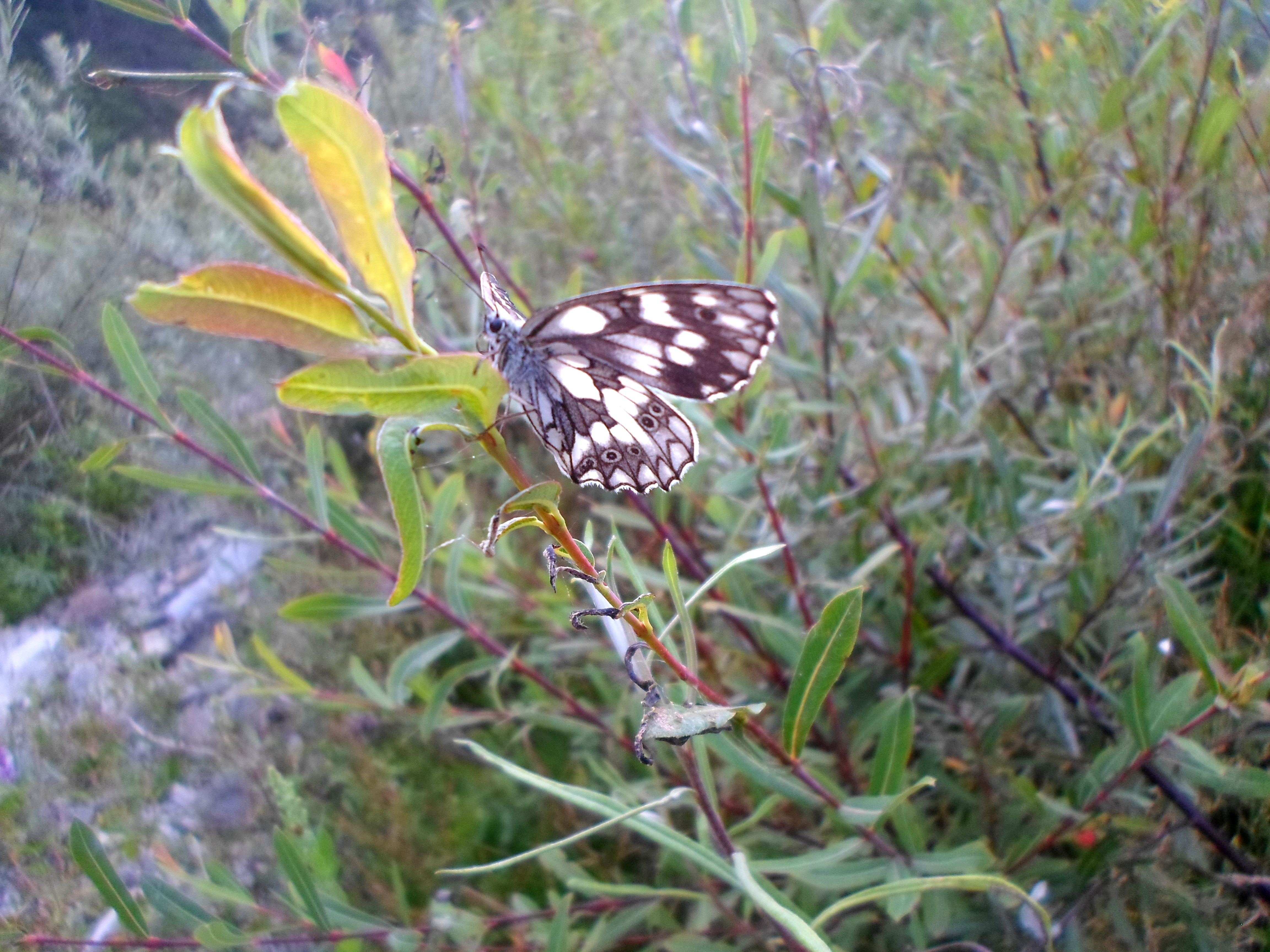
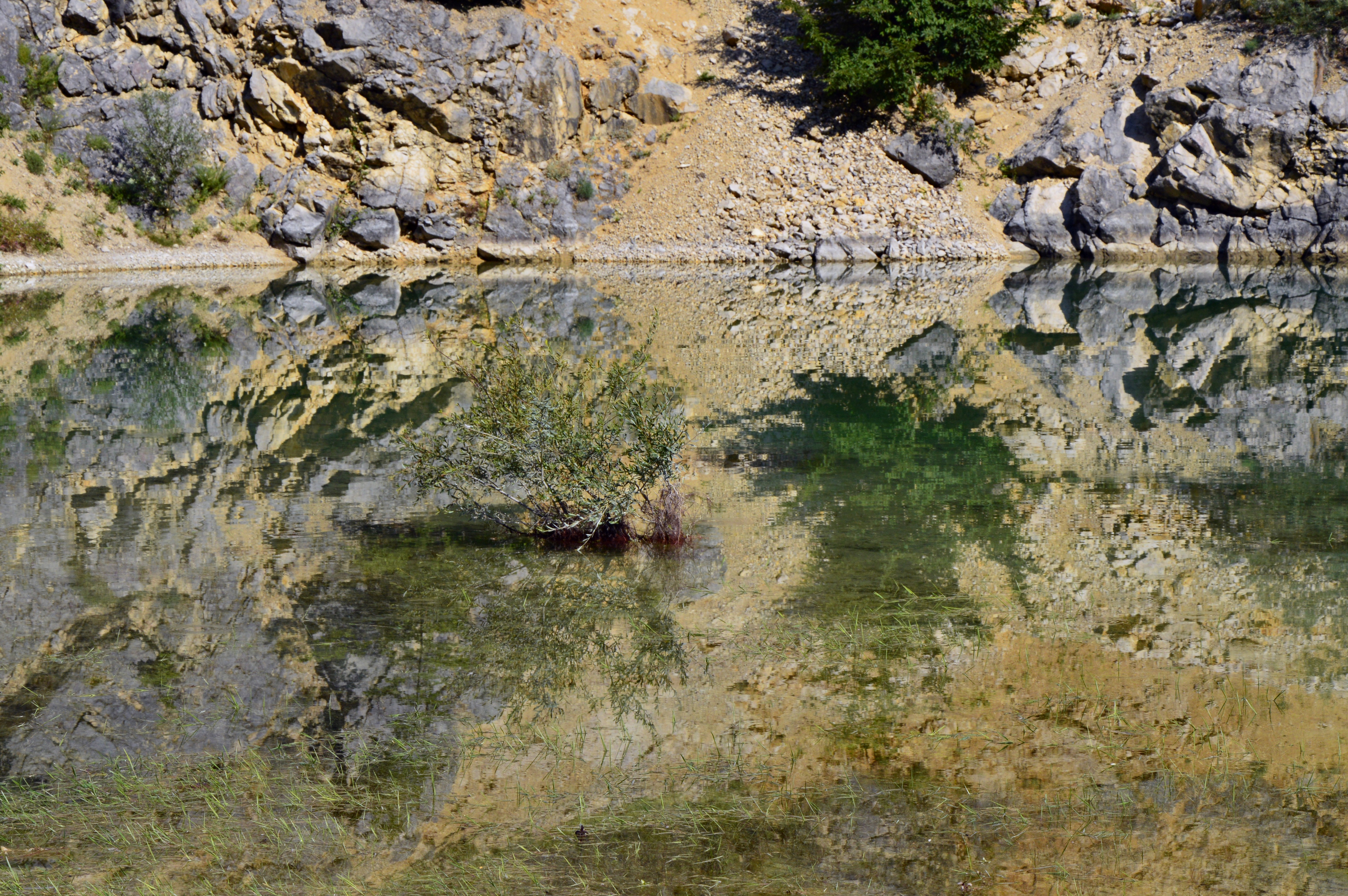
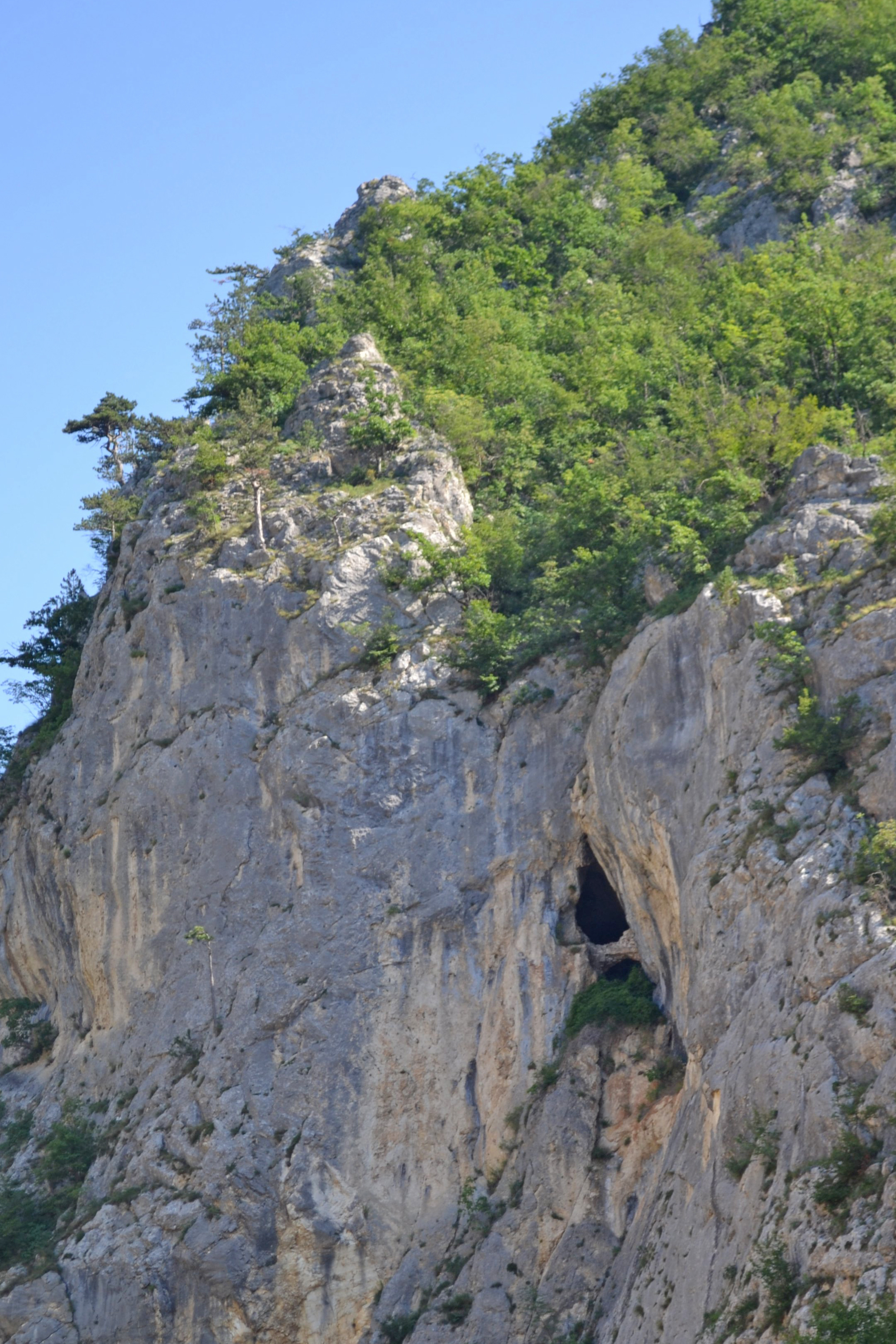
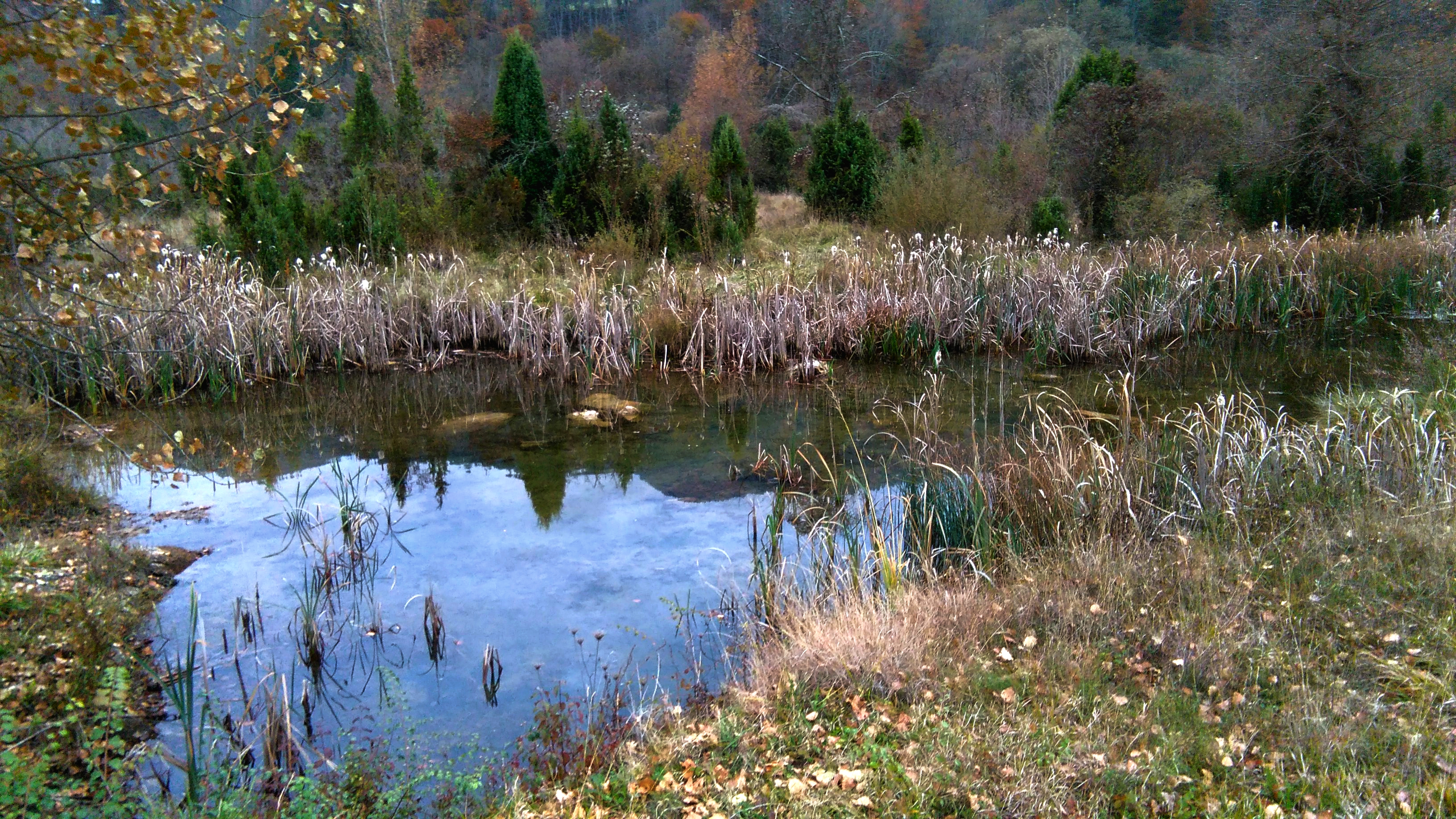